# Армитстед, Джордж
Джордж (в русской среде — Георгий Иванович) Армитстед (латыш. Džordžs Armitsteds; 27 октября 1847, Рига, Лифляндская губерния, Российская империя — 17 ноября 1912, там же) — рижский городской голова в 1901—1912 годах. Градостроитель, просветитель и реформатор.

## Происхождение
Родоначальником рижской ветви Армитстедов был шотландец Джордж Армитстед I, приехавший в Ригу в 1812 году по направлению своего предприятия Mitchel & Co для организации торговли льном. Однако вскоре он открыл собственную фирму, занявшись торговлей лесом. В 1815 году старший Армитстед был принят в Братство Черноголовых. В 1817 году сочетался браком с вдовой Эмме фон Якоби, имевшей богатое приданое, и получил право стать гражданином города. Иным способом получить его он не мог: по закону Риги гражданство полагалось только немцам, исповедующим лютеранство и проживающим в городе не менее чем в третьем поколении.
В семье Армитстедов было восемь детей. Отец обеспечил им достойное образование, в том числе нанял преподавать музыку капельмейстера Немецкого театра Рихарда Вагнера (будущего известного композитора).
В дальнейшем члены фамилии Армитстед вступали в брак с лицами немецкой национальности, но продолжали хранить традиции, унаследованные от шотландских предков.
Отец будущего градоначальника продолжил и развил семейное дело. Помимо лесоторговли он наладил переработку сырья на лесопилке и собственное производство паркета. Одновременно он стал совладельцем Рижской бумажной фабрики. В жёны взял первую красавицу города. Отличался благотворительностью, в том числе построил для английских моряков и торговцев Англиканскую церковь.

## Биография

### Юные годы
Джордж Армитстед родился 27 октября 1847 года. Имя получил в честь деда. Был единственным сыном в семье. По окончании школы учился в Рижском политехникуме, из которого выпустился с отличием в 1868 году. Был одним из основателей немецкой студенческой корпорации Fraternitas Baltica.
Уже имея диплом инженера, уехал учиться в университеты Цюриха и Оксфорда. Сделал карьеру в железнодорожной отрасли, начав с должности инженера на строительстве железной дороги между Смоленском и Брянском и закончив директором Динабургско-Витебской железной дороги. Одновременно вёл дела в Риге, в 1874 году женился на Цецилии Пихлау.

### Общественная деятельность
Помимо собственного дела принимал активное участие в общественной жизни родного города. В 1883, а затем в 1889 году выступил организатором сельскохозяйственных выставок, в 1884—1885 годах был избран председателем Рижского технического общества. Однако на городские административные должности Армитстед не претендовал, предпочитая заниматься собственным бизнесом.

### Градоначальник
В 1901 заболевает и затем подаёт в отставку городской голова Людвиг Керковиус. На его должность выдвигают Армитстеда, который получает почти единодушную поддержку: 67 человек против трёх. Благодаря деловой хватке, новый городской голова начинает реформы городского хозяйства и весьма в этом преуспевает, снискав уважение горожан.

## Достижения на посту мэра города
Именно при Джордже Армитстеде в 1904 году был принят фундаментальный свод Рижских строительных правил, которые обусловили небывалый строительный расцвет, сделавший Ригу столицей югендстиля — самого модного в то время направления архитектуры. Правилами предусматривалось, что до четверти затрат на строительство должны быть потрачены на украшение здания, что способствовало развитию декоративно-прикладного искусства в городе и появлению уникальных скульптурных фасадов, литых чугунных решёток, оригинальных интерьеров. В то время стали знаменитыми рижские архитекторы Вильгельм Бокслаф, Михаил Эйзенштейн, Пауль Мандельштам, Эйжен Лаубе, Константин Пекшен и другие.
С 1903 по 1907 в Риге появилось около 680 домов, что является своеобразным градостроительным рекордом времени. Благодаря активной организаторской деятельности сэра Георгия Ивановича Рига стала третьим по промышленному развитию городом Российской империи после Москвы и Санкт-Петербурга.
Джордж Армитстед инициировал открытие в черте города так называемого города-сада, который в настоящее время называется Межапарком (Лесным парком). В сугубо английских традициях в новом рижском районе преобладала малоэтажная застройка в окружении хвойной растительности. Изначально на территории этого района в большом количестве проживали крестьяне, снабжавшие городское население своей продукцией. После инициативы Армитстеда территория превратилось в оазис для зажиточных бюргеров, которые использовали приятный уголок в целях летней рекреации. Бывшему главному инженеру Риги Адольфу Агте было поручено реализовать проект по застройке дачами прилегающих к Межапарку районов. Над созданием дачного массива работали именитые зодчие, успевшие себя зарекомендовать: Георг Куфальдт, Герхард Тизенгаузен, Герман Янсен и другие.
Он же поспособствовал открытию первого на территории Северной Европы зоологического сада. Общество «Рижский зоологический сад» было основано в 1908 году, тем самым были созданы предпосылки для открытия зоопарка. Его обитателей пришлось эвакуировать в годы Первой мировой войны в Кёнигсберг, но после окончания боевых действий зоопарк, открывший двери для посетителей в 1912 году, возобновил свою работу.
В 1902 году состоялась торжественная церемония открытия Второго городского (русского) театра, который был воздвигнут архитектором Августом Рейнбергом в эклектическом стиле с применением многих инженерных инноваций. В 1905 году было построено здание Государственного художественного музея. Армитстед ратовал за то, чтобы Рига под его управлением приобрела славу культурного центра в Российской империи.
Не менее бурной была деятельность Армитстеда в отношении строительства типовых зданий больниц и школ. В 1910 году был принят специальный план по сооружению зданий для нужд общеобразовательных учебных заведений. Итого за сравнительно короткий период в три года увидели свет 14—16 типовых зданий школ. Однако ещё раньше, в 1906 году, усилиями Армитстеда была открыта первая в истории города Народная библиотека вместе с читальней. Также под патронажем мэра была принята широкомасштабная программа реорганизации системы оказания социальной помощи городскому населению, которая стала более мобильной и позволяла принимать необходимые меры в области социального обеспечения без лишней бюрократической волокиты. В первую очередь была реформирована городская пенсионная система, а также налажена система социальной поддержки им здравоохранения малообеспеченных и рабочего класса. Также во времена Армитстеда были открыты Первая и Вторая городские больницы, а практически в каждом районе города начали функционировать станции скорой помощи.
Дядя Джорджа Джеймс Армитстед в 1879 году завещал «на пользу общества» 200 тысяч золотых рублей, которые были потрачены на строительство детской больницы «James Armitstead» на 116 мест. Здание построено в стиле эклектики по проекту главного городского архитектора Рейнгольда Шмелинга. До наших дней в комплекс «Детская клиническая университетская больница» входит административное здание с надписью «James Armitstead» в честь благотворителя.
В 1907 году Армитстед выдвинул идею создания общества по проблемам социальной и коммунальной политики, которое ставило перед собой цель проводить ликбез в этих областях среди городского населения. Ему же принадлежит заслуга в том, что благодаря ему современный житель Риги может не испытывать нужду в свежей питьевой воде. Он организовал разработку системы обеспечения городских домов питьевой водой — на заре его деятельности, в 1901 году городская дума предоставила приличный кредит (8000 рублей) на проектирование станции в Балтэзерсе. Началось бурение скважин первой водонапорной станции с водой хорошего качества, так как до этого из-за низкого качества водных ресурсов Даугавы неоднократно происходили жестокие эпидемии холеры и тифа. Бурение производил известный в Германии специалист по подобным делам по фамилии фон Мюллер. В дальнейшем денег на работы не хватало, поэтому город был вынужден взять кредит размером в 3 миллиона рублей.
В период, когда Джордж Армитстед занимал пост градоначальника, Рига уверенно держала третье место среди городов Российской империи по объёмам внешней торговли. Рижский торговый порт успешно пропускал на экспорт самое большое количество древесины во всей Российской империи. В 1901 году для увеличения пропускной способности портового комплекса было принято решение начать строительство Экспортного порта. Через год была открыта первая в городе портовая морозильная установка, а ещё через год была запущена в действие Рижская товарная станция.
В 1905 году состоялось открытие Воздушного (Александровского) моста. Само его открытие стало свидетельством расширения городской пространства. Главная улица губернского центра, Александровская, стала «жертвой» строительного бума и была сплошь застроена домами, функционировавшими по доходному принципу. Мост стал значимой транспортной артерией города. В эпоху Армитстеда начался подъём отечественного мостостроения, более того, в Риге в 1908 году были опробованы новые технологии мостостроения с применением железобетонных конструкций. К концу XIX века жители города осознали, что необходимо активнее развивать возможности речной переправы. Армитстед принял законопроект по развитию системы водных маршрутов, благодаря которому осваивались новые направления. В начале прошлого столетия из Риги можно было отправиться в большинство крупных городов европейских государств (например, в Лондон или Роттердам. Подобная мобильность развития водных путей Риги оказывала существенное влияние на приток туристов.
Совершенствовалась система строительства железнодорожных путей. Помимо Армитстеда, который проявлял свои организаторские способности и на этом поприще, грамотным и компетентным менеджером показал себя Михаил Эйзенштейн, архитектор, во многом благодаря которому Ригу в путеводителях именуют жемчужиной стиля модерн. Отец реформатора советского киноискусства Сергея Эйзенштейна долгое время занимал пост руководителя департамента путей сообщения Лифляндской городской управы и поддерживал тёплые отношения с градоначальником. Достаточно привести несколько примеров, чтобы проиллюстрировать результат их совместной деятельности. Было организовано железнодорожное сообщение с главными городами Российской империи: Москва, Санкт-Петербург, Варшава, Вильно. В те времена сообщение по железной дороге в Лифляндии находилось на высокой ступени развития — можно было напрямую попасть в Берлин, тогда как в наше время с этим возникли определённые трудности.
Другие заслуги мэра на ниве транспорта и связи: в годы правления Армитстеда по Риге впервые начал курсировать электрический трамвай, было проведено несколько важных маршрутов со стабильно высоким пассажирооборотом. В 1907 в Риге появились первые такси. Трамвайное сообщение и возможность воспользоваться услугами таксомоторных предприятий вытеснили традиционных для Риги фурманов, а с конкой вскоре пришлось распрощаться.
Дальше — больше, как и следовало ожидать. Джордж Армитстед добивается того, чтобы Рига стяжала славу центра российской авто- и авиапромышленности. Строительство первых в Российской империи автомобилей началось на знаменитом Русско-Балтийском вагонном заводе, на котором теоретическими разработками и их воплощением на практике занимались передовые зарубежные и российские инженеры (Иван Фрязиновский, Александр Кудашев, Дмитрий Бондарев, Жюльен Поттера, Яков Гаккель, Фёдор Калеп). Именно на территории Русско-Балтийского вагоностроительного завода был сконструирован первый отечественный автомобиль; на рижском заводе «Мотор» авиаконструктором эстонского происхождения Фёдором Калепом, начавшим свою инженерную деятельность в 1910 году, был спроектирован первый авиационный двигатель, а также продемонстрирован один из первых функционирующих аэропланов, созданных в Российской империи, который хранился на территории первого же в мире ангара оригинальной конструкции, о котором восторженно писали в 1911 году рижские газеты. В дальнейшем промышленный комплекс Риги заявит о себе не раз — хотя бы разработкой первого российского танка («гусеничной боевой машины») в 1915 году, успешно прошедшего испытания в корпусах Руссо-Балта.

## Итоги деятельности
Джорджа Армитстеда можно смело назвать одним из самых результативных и предприимчивых мэров за всю историю Риги. Во всяком случае, многие историки оценивают её исключительно со знаком плюс. В период его правления Рига переживала беспрецедентный расцвет практически во всех областях, включая демографическую, что естественно при повышении общего уровня жизни населения. В 1907 году Армитстеду поступило предложение от императора Николая Второго занять пост градоначальника Санкт-Петербурга, со стороны мэра-рижанина с шотландскими корнями последовал категорический отказ. Тем не менее, в знак признания выдающихся заслуг Георгия Ивановича, царь пожаловал ему дворянский титул, обеспечив ему прибавку к прозвищу — сэр. Также следует отметить его верность принципам бессребренничества — за такой приличный срок, как неполных 12 лет пребывания на таком ответственном посту, не было зафиксировано ни одного акта коррупции со стороны власть предержащего градоначальника. Сам он не имел личного транспорта, поэтому все годы своего управления добирался со своего места жительства на обычном электрическом трамвае, пользуясь услугами своего детища. Тем не менее, для своего охотничьего поместья Армитстед заказал архитектору Вильгельму Бокслафу постройку Яунмокского дворца — одного из ключевых зданий латвийской неоготики.

## Память
До последнего Джордж Армитстед оставался верным родному городу и до последнего принимал живое участие в обсуждении и принятии законопроектов, которые могли пойти ему на пользу. Он скончался 17 ноября 1912 года в результате продолжительной болезни и был похоронен на Мирном кладбище. После его смерти было принято решение назвать школу и улицу его именем. В современной Риге, помимо улицы Джорджа Армитстеда, ему посвящены и два памятника, оба были открыты на средства известного в Латвии мецената Евгения Гомберга. Один из них украшает сквер возле здания Латвийской Национальной оперы. Памятник, в инаугурации которого участвовала прибывшая с визитом в Ригу королева Великобритании Елизавета II, представляет собой скульптурную композицию в натуральную величину, на которой представлены сам градоначальник, его жена Сесилия Пихлау, с которой они познакомились благодаря участию в студенческих корпорациях, и собака породы чау-чау (см. Памятник Джорджу Армитстеду). Второй памятник, бюст, находится на улице Стрелниеку возле здания рижского отделения Стокгольмской школы экономики.
Армитстед вывел Ригу по многим объективным параметрам на принципиально новый уровень, подняв её до уровня европейского промышленного центра, которым могла гордиться Российская империя.